# Karl Ludwig Bauer
Karl Ludwig Bauer (* 18. Juli 1730 in Leipzig; † 3. September 1799 in Hirschberg im Riesengebirge) war ein deutscher Lehrer und Klassischer Philologe.

## Leben
Bauer wurde 1730 in Leipzig geboren. Er besuchte die Thomasschule zu Leipzig. Nach dem Abitur studierte er u. a. bei Johann August Ernesti an der Universität Leipzig. Er habilitierte sich und arbeitete ab 1753 als Privatdozent für Römische und Griechische Literatur. Im Jahr 1756 wurde er Schulrektor im niederschlesischen Lauban und 1766 des Lyzeums in Hirschberg. Dort starb er 1799. Bauer war kaiserlich gekrönter Dichter und Mitglied der Gesellschaft der Wissenschaften zu Frankfurt (Oder).

## Werke
- Anleitung zum richtigen und guten Ausdruck der lateinischen Sprache (1775)
- Übungsmagazin zum Lateinischschreiben (1787–93)
- Deutsch-lateinisches Lexicon (1778)

1793 veröffentlichte er in Hamburger Zeitungen ein Gedicht zum Gedenken an den 1788 verstorbenen Komponisten Carl Philipp Emanuel Bach.